# Djalmabatista lacustris
Djalmabatista lacustris är en tvåvingeart som beskrevs av Analia C.Paggi 1985. Djalmabatista lacustris ingår i släktet Djalmabatista och familjen fjädermyggor. Inga underarter finns listade i Catalogue of Life.